# Friedrich Schultze-Rhonhof
Friedrich Max Edgar Rudolf Jonathan Schultze-Rhonhof (* 9. Juni 1892 in Kattowitz; † 1. November 1951 in Bünde im Kreis Herford) war ein deutscher Frauenarzt und seit 1934 ordentlicher Professor und Direktor der Universitäts-Frauenklinik zu Breslau.

## Leben
Schultze-Rhonhof kam 1892 als Sohn des Fabrikdirektors August Schultze und dessen Frau Barbara Bieregel zur Welt. Nach dem Abitur an der Oberrealschule zu Groß-Lichterfelde im Jahr 1910 studierte er in Göttingen und Berlin, nach dem Kriegsdienst während des 1. Weltkriegs schloss er 1918 das Studium ab. In diesem Jahr wurde er in Berlin mit einer Dissertation über die Behandlung der Darminvagination promoviert. Ab 1919 arbeitete er zunächst als Assistenzarzt in der Inneren Abteilung des Stubenrauch-Kreiskrankenhauses in Berlin-Lichterfelde und ab 1921 an der Universitätsfrauenklinik Heidelberg. In Heidelberg folgte 1924 seine Habilitation und 1930 seine Ernennung zum außerordentlicher Professor. Ab 1930 war er Oberarzt und 1934 stellvertretender Direktor an der Universitätsfrauenklinik Heidelberg. Er war Mitglied der NSDAP und der SA gewesen. 1934 trat er eine ordentliche Professur für Geburtshilfe und Gynäkologie an und wurde Direktor an der Universitäts-Frauenklinik zu Breslau. Nach dem Zweiten Weltkrieg arbeitete er ab 1947 in einer Privatklinik als angestellter Frauenarzt in Herford, in dessen Nähe er sich 1950 als Kassenarzt mit eigener Praxis in Bünde niederließ. Schultze-Rhonhof forschte und publizierte unter anderem über Lungentuberkulose in der Schwangerschaft und die therapeutische Anwendung von Hypnose in der Gynäkologie. 
1924 heiratete er Margarete Emilie Faßmann, mit der er einen gemeinsamen Sohn hatte.

## Publikationen (Auswahl)
- Die Behandlung der Darminvagination: Inaugural-Dissertation. Friedrich-Wilhelms-Universität zu Berlin, Emil Ebering, 1918.
- mit Karl Hansen: Lungentuberkulose und Schwangerschaft. In: Ergebnisse der gesamten Tuberkuloseforschung. Band 3, Thieme, Leipzig 1931.
- mit Johannes Raefler: Die Hypnose bei vaginalen Kursuntersuchungen Schwangerer. In: Zentralblatt für Gynäkologie. 1921, Jg. 45, Nr. 36, S. 1270–1273.